# Johanne Eggert
Johanne Eggert (født: 1982) er en dansk scenograf. Hun er uddannet fra Statens Teaterskole i 2009.
Hendes debut var scenografien til forestillingen Koldere end her på Team Teatret i Herning, for hvilken hun modtog Årets Reumerts talentpris i 2010. Til overrækkelsen udtaler komitéen følgende: "Hvordan laver man en scenografi, der passer til en forestilling om cancer? På Team Teatret skabte Johanne Eggert sikkert og intuitivt en arkitektonisk tolkning til ”Koldere end her”, hvor der både var plads til kister, kirkegårde – og forfriskende latter."